# Burgemeester Rasterhoffpark
Het Burgemeester Rasterhoffpark of kortweg Rasterhoffpark is een natuurpark in het zuiden van de stad Sneek.
De noord- en oost grens van het park wordt gevormd door de A7, ten zuiden door de Witte en de Zwarte Brekken en ten westen door de Woudvaart. Het park is het grootste park van de stad Sneek. Het park is vernoemd naar de voormalige burgemeester van Sneek Ludolf Rasterhoff.

## Historie
Het Rasterhoffpark is een van de jongste parken in de gemeente Súdwest-Fryslân. Het park is op 21 mei 2005 geopend met een uitgebreid openingsweekend. Het park is ontstaan door samenvoeging van het voormalige Stadsbos, een nieuwe inrichting van de voormalige huisvuilstortplaats en een voormalige zandafgraving.

## Voorzieningen
In het park bevinden zich verschillende voorzieningen. Zo is er een zonneweide, een kunstmatig gecreëerde waterval en er zijn uitgebreide wandelpaden. Bijzonder is het amfitheater, dat plaats biedt aan honderden toeschouwers. Het theater is gesitueerd op de oude vuilnisbelt. Op verschillende plaatsen in het bos en langs de wandelpaden vind je de zogenaamde ecorichels, die bedoeld zijn als nestplaats voor vogels en dienen te zorgen voor het behoud van het ecosysteem. Ook bevinden er zich verschillende speelplaatsen op het terrein.

## Diersoorten
Dwars door het park en het bos lopen Schotse hooglanders en reeën vrij rond. Verder komen in het park de Kleine Watersalamander, de Groene Kikker, de Bruine Kikker en de Gewone Pad voor. De meest voorkomende vogel is de Rietzanger.

## Openstelling
Bezoekers kunnen het park gratis betreden van zonsopkomst tot zonsondergang. Er is parkeergelegenheid nabij het amfitheater.